# Strážný potok
Der Strážný potok (deutsch Tuscherbach bzw. Tuschbach, auch Twerasbach) ist ein linker Zufluss der Moldau/Vltava in Tschechien.

## Verlauf
Der Bach entspringt knapp zwei Kilometer westlich von Světlík in der zum Böhmerwaldvorland gehörigen Českokrumlovská vrchovina (Krummauer Hügelland). Seine Quelle befindet sich nordwestlich der Wüstung Svánkov (Reith). An seinem nach Osten führenden Oberlauf wird der Strážný potok in einem namenlosen Teich gestaut und fließt dann nördlich an Světlík, wo er den Teich Světlík speist, und der Křížová hora (Kreuzberg, 828 m n.m.) vorbei. Entlang seines weiteren Laufes nördlich des Křížový kopec (700 m n.m.) liegen die Wüstungen Vysoká (Hohenschlag), Velké Strážné (Groß Drossen) und Brettmühle sowie die Einschicht Bláha (Blaha). In Vadkov (Neudörfl) nimmt der Strážný potok südöstliche Richtung und fließt an Bohdalovice und der Wüstung Březí (Wuretzhöfen) vorbei. Ab Pod Svérazem bildet der Bach ein tief eingeschnittenes Tal, über dem die Orte Svéraz (Tweras), Slubice (Schlumnitz), Zátoňské Dvory (Ebenau) und Nahořany (Hochdorf) sowie die Wüstungen Lštín (Alsching) und Tisovka (Distlowitz) befinden. Nach 11,5 Kilometern mündet der Strážný potok südwestlich von Zátoň in die Moldau.

## Zuflüsse
- Malý Strážný potok (l), bei Bláha
- Vadkovský potok (l), in Vadkov
- Sušský potok (r), in Pod Svérazem
- Svérazský potok (r), in Pod Svérazem
- Tisovský potok (r), bei Slubice